# Kelli White
Kelli White (* 1. April 1977 in Oakland, Kalifornien) ist eine ehemalige US-amerikanische Leichtathletin. Sie wurde 2003 Doppelweltmeisterin, jedoch kurz darauf des Dopings überführt.

## Leben
White ist die Tochter der beiden ehemaligen Sprinter Willie White und Debbie Byfield. Sie besuchte die James Logan High School in Union City, Kalifornien und war dort Mitglied des Leichtathletikteams. 1994, im Alter von 17 Jahren, griff sie ein Mitstudent mit einem Messer an, woraufhin sie im Gesicht mit 300 Stichen genäht werden musste. White setzte ihre Saison trotz alledem fort. Obwohl sie nie eine Bundesmeisterschaft gewann, hielt sie bis zu ihrem Abschluss 1995 die Spitzenzeit auf den 200 Metern und die zweitbeste Zeit auf 100 Meter in der North Coast Section. Sie erhielt ein Stipendium der University of Tennessee, bei der sie 1999 einen Abschluss erhielt.
Bei den Weltmeisterschaften 2001 in Edmonton gewann White über 200 Meter Bronze und mit der amerikanischen 4-mal-100-Meter-Staffel die Goldmedaille. Zwei Jahre später bei den Weltmeisterschaften in Saint-Denis gewann sie über 100 und 200 Meter. Am Tag nach dem 200-Meter-Sieg gab der Weltleichtathletikverband IAAF bekannt, dass bei einem Dopingtest bei Kelli White das verbotene Mittel Modafinil festgestellt wurde. White bestritt zunächst Doping, gab dann jedoch zu im Jahr 2000 von Remi Korchemny, der lange Zeit ihr Trainer war, dem Geschäftsführer der Burlingame Bay Area Laboratory Co-Operative Victor Conte vorgestellt worden zu sein. Im Rahmen ihres Verhörs gestand sie ein, Tetrahydrogestrinon (THG) und Erythropoietin (EPO) in Verbindung mit Modafinil genutzt zu haben und bekannte sich vor dem Court of Arbitration for Sport (CAS) schuldig. Am 18. Juni 2004 wurden ihr beide Goldmedaillen wieder aberkannt und alle ihre Platzierungen und Ergebnisse seit dem 15. Dezember 2000 annulliert. Sie erhielt eine zweijährige Sperre durch die United States Anti-Doping Agency (17. Mai 2004 bis 16. Mai 2006).
White hat seitdem Vorträge über Drogenmissbrauch im Sport gehalten. Während ihrer zweijährigen Sperre lehrte sie an den "track clinics" an der James Logan High School. Im Mai 2006 gab sie ihren Rücktritt vom Leistungssport bekannt.
Kelli White hatte bei einer Größe von 1,63 m ein Wettkampfgewicht von 57 kg.